# Прийма Сава
Прийма Сава(? — 1730—1775 — ?) — козак, займав посаду сотника в Басанській сотні службу розпочав з 1738 р. при Київській полковій канцелярії, значковий товариш (з 1746). У 1762 р. полковий комісар, 1772 р. абшитований. Жив у с. Красному Басанської сотні, де мав 8 підданих.
Дружина: Марина Максимівна Філонова (1735—1775), донька значкового товариша.

## Джерело
- Басанська сотня [Архівовано 8 серпня 2014 у Wayback Machine.]